# Kurpania
Kurpania è una suddivisione dell'India, classificata come census town, di 7.440 abitanti, situata nel distretto di Bokaro, nello stato federato del Jharkhand. In base al numero di abitanti la città rientra nella classe V (da 5.000 a 9.999 persone).

## Geografia fisica
La città è situata a 23° 47' 46 N e 85° 55' 12 E.

## Società

### Evoluzione demografica
Al censimento del 2001 la popolazione di Kurpania assommava a 7.440 persone, delle quali 3.982 maschi e 3.458 femmine. I bambini di età inferiore o uguale ai sei anni assommavano a 1.054, dei quali 572 maschi e 482 femmine. Infine, coloro che erano in grado di saper almeno leggere e scrivere erano 4.995, dei quali 2.968 maschi e 2.027 femmine.